# Svidja slott

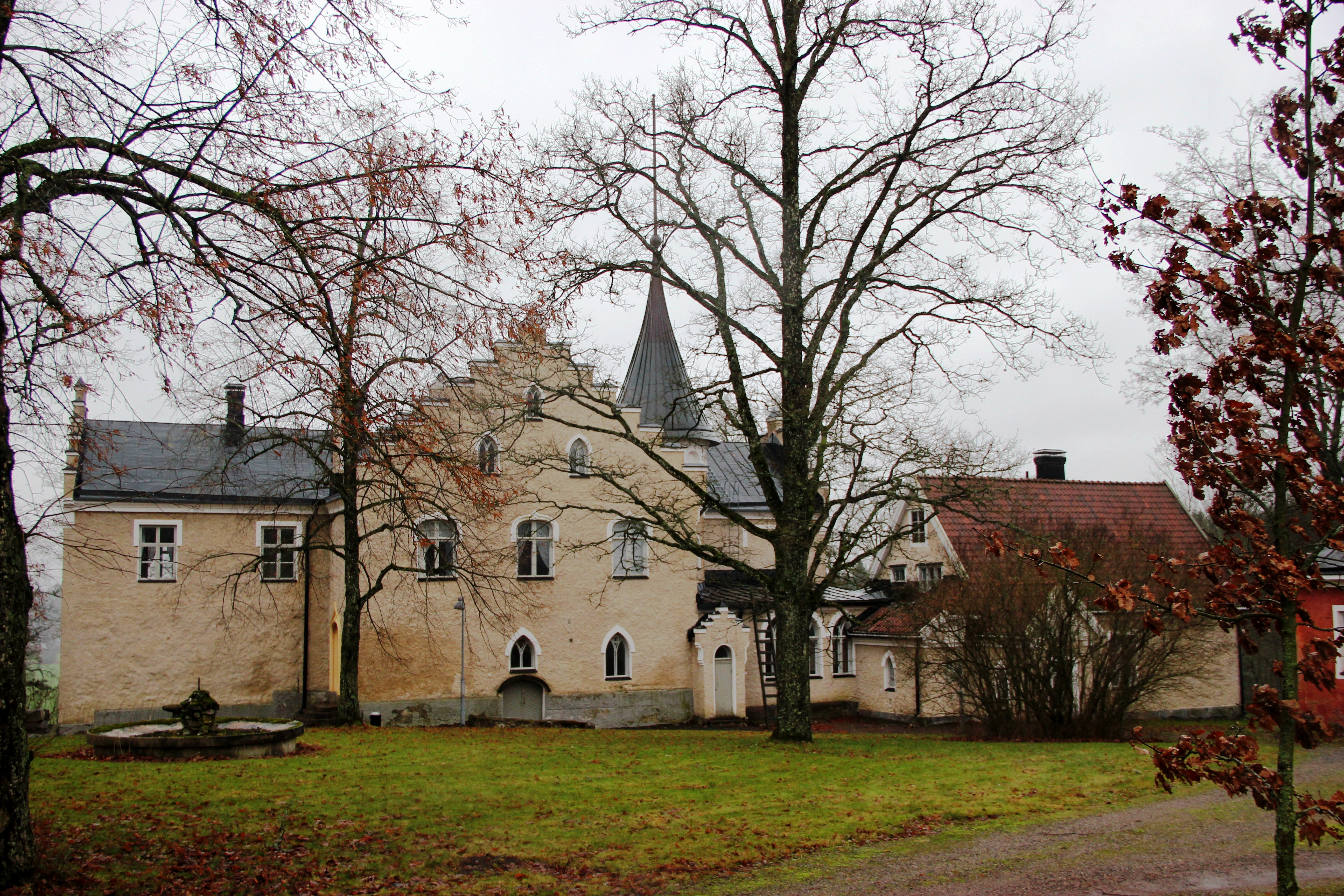
Svidja slott

Svidja slott eller Svidja gård (finska: Suitian linna) är ett gråstenslott en kilometer nordost om Sjundeå kyrkby i Sjundeå i Finland. Slottet byggdes av Erik Fleming på 1540-talet. Dess nuvarande exteriör härstammar från början av 1900-talet.
Fram till år 2020 omfattade slottsägorna 762 hektar och över 60 byggnader. Söder om slottet rinner Kyrkån förbi Sjundeå S:t Petri kyrka. Tillsammans med Sjundeå kyrka bildar Svidja slott en av Museiverkets byggda kulturmiljöer av riksintresse.

## Historia
Svidja nämns första gången i skriftliga källor 1420. Den förste kände ägaren var Björn Ragvaldsson (Stiernkors), häradshövding i Östra Nyland 1441−1477. Troligen har gården skapats genom sammanslagning av många små gårdar för vilka man fick frälserättigheten. Ursprungligen hette gården troligtvis Syrjä. År 1494 gifte sig Björn Ragvaldssons dotter Elin med riksrådet Joakim Fleming och därefter ägde släkten Fleming Svidja.

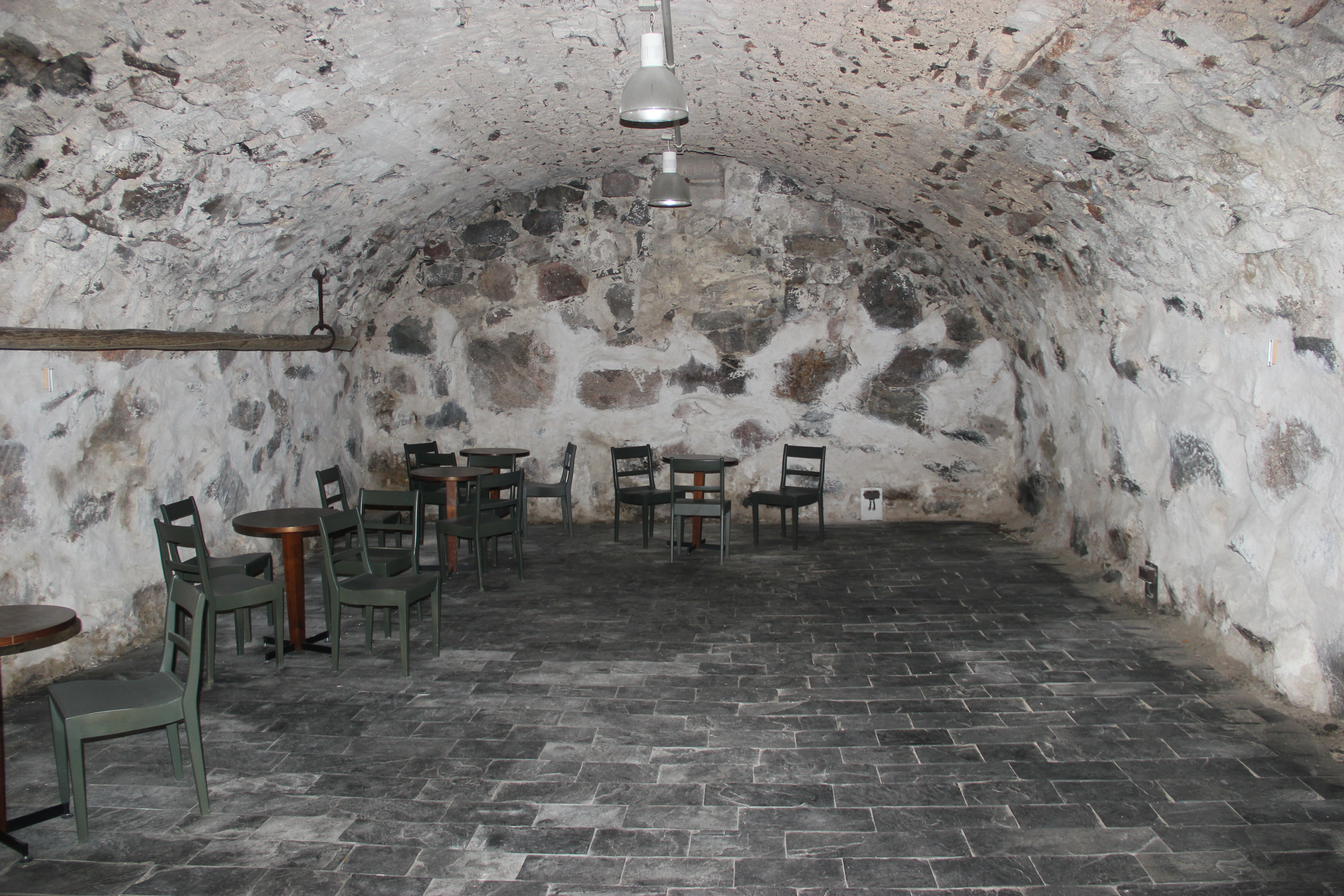
Den medeltida källaren i Svidja slott

### Flemingska tiden
Under Flemingska tiden fick gården namnet Svidja som troligen var en anspelning på Qvidja slott i Pargas som också tillhörde släkten Fleming. Riksrådet och lagmannen Erik Fleming kallade 1541 stenhuggaren Tomas Tomasson från Tallinn för att leda byggandet av slottet som stod färdigt cirka 1550. Flemingarna utvidgade gårdens mark och Svidja hade även en egen hamn vid Pickala ås mynning. Riksrådet Erik Fleming drev Finlands första järnbruk, Svidja eller Nyby bruk, beläget vid Kvarnby fors i Sjundeå å. Svidja bruk lades troligen ner på 1550-talet.
Klas Fleming, hövitsman över Finland, levde nästan hela sitt liv på Svida slott. Släkten Fleming ägde Svidja fram till år 1599 och igen 1661−1679. Kvinnliga arvingar av släkten Fleming ägde slottet fram till år 1730 varefter slottet såldes till marskalk Carl Henrik Wrangel.
Godset ägdes 1754−1813 av friherreliga ätten Reuterholm. Riksrådet Esbjörn Reuterholm moderniserade slottet som hade stått tomt och förfallit. Den övre våningen i gråsten revs och ersattes med en bostadsvåning av tegel.

### 1800−1900-talen
År 1822 ägde kornett Claes Robert Favorin slottet. Favorin sålde slottet till löjtnant Karl Ludvig von Zansen år 1838. Von Zansen ägde slottet fram till år 1874 då Svidja slott ärvdes av hans dotter Henriette von Zansen. Henriette von Zansen var gift med generalmajor Wilhelm von Kraemer som sålde Svidja slott till August Wrede av Wrede af Elimä år 1898. Wrede genomförde en stilhistorisk restaurering kring sekelskiftet 1900.

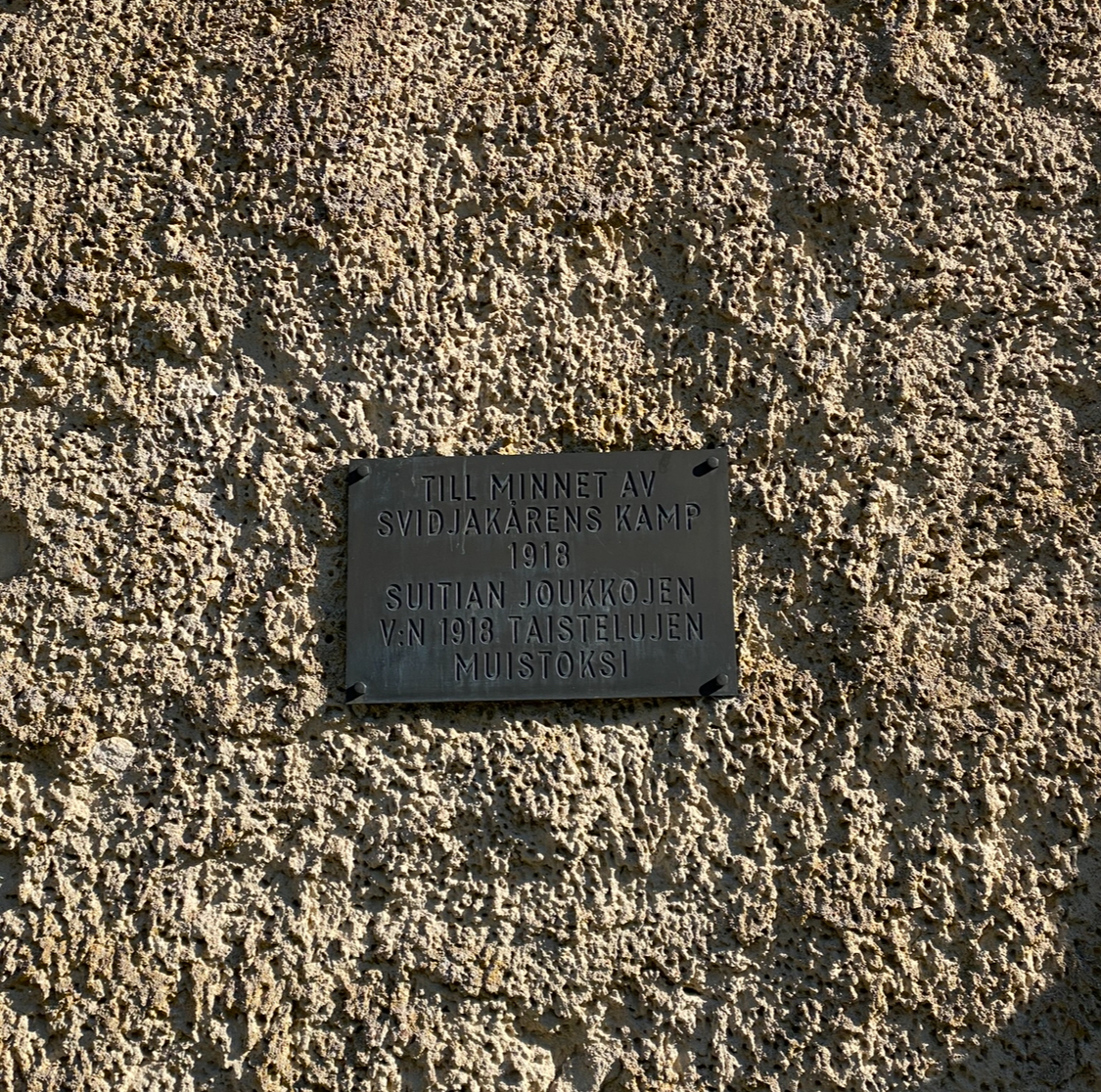
Minnesplatta över slaget vid Svidja på slottets yttervägg.

Under finska inbördeskriget år 1918 utkämpades strider vid Svidja slott när den lokala skyddskåren befäst sig i slottet då det blev belägrat av Finlands röda garde.
Släkten Wredes period som ägare slutade med en konkurs 1933, varvid finska staten köpte Svidja och överlät slottet till förbundet Vapaussodan Invaliidien Liitto (Förbundet för frihetskrigets invalider). År 1944 överläts Svidja till Krigsinvalidernas brödraförbund.
Helsingfors universitet fick tillgång till Svidja 1975 och restaurerade huvudbyggnaden och gårdsbyggnader 1997−1999. Från år 2007 sköttes slottet av Helsingfors universitet, Työtehoseura och närliggande Gårdskulla gård.
År 2015 sålde staten slottet med omgivande ägor, 60 byggnader och 726 hektar mark, till den kände affärsmannen Antti Herlin samt sjundeåborna Gustav och Henrik Rehnberg, ägare av Gårdskulla gård, för 11,7 miljoner euro. År 2020 var slottet med 8 hektar land till salu för priset 4,8 miljoner euro.

## Slottsbyggnaden

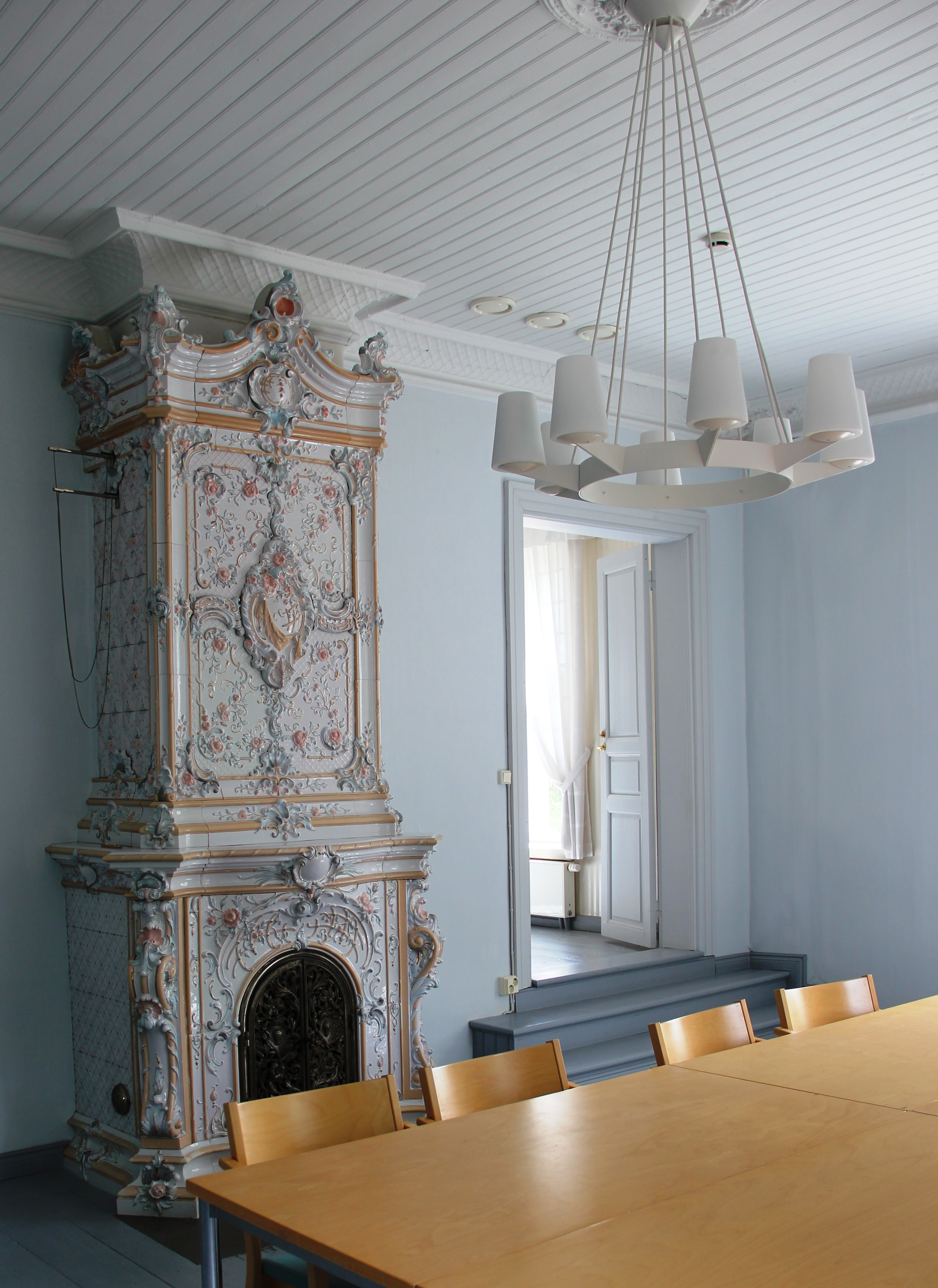
Sal i Svidja slott

Gråstenslottet byggdes av riksrådet Erik Fleming på 1540-talet. År 1541 kallade Fleming stenhuggaren Tomas Tomasson från Tallinn för att leda byggandet av slottet. Tomasson byggde bland annat fönsterbågar av kalksten, eldstaden och dammen. Bottenvåningen i det ovanpå en hög källarvåning byggda tvåvåningsslottet innehöll ursprungligen två stugor på vardera sidan om förmaket samt ett tornrum med trappa. Andra våningen tros ha haft två salar med förmak som under senare delen av 1700-talet ersattes med en bostadsvåning av tegel som omfattade gavelsal, sidogång och ett antal rum. 1700-talets renovation planerades av Samuel Berner.
Slottet fick nuvarande utformning med fasader i nygotik runt sekelskiftet 1900 med torn, trappgavlar och spetsbågade fönster- och dörröppningar. Stugorna i bottenvåningen omvandlades till riddarsal och vapenhus. På väggen i riddarsalen finns målning av Axel Haartman som föreställer slaget vid Kirkholm. Skulptören Carl Edward Österblom karvade riddarsalens träpaneler med slottets före detta ägarnas adelsvapnen. Under Wrede af Elimäs tid år 1906 byggdes också det nya köket.

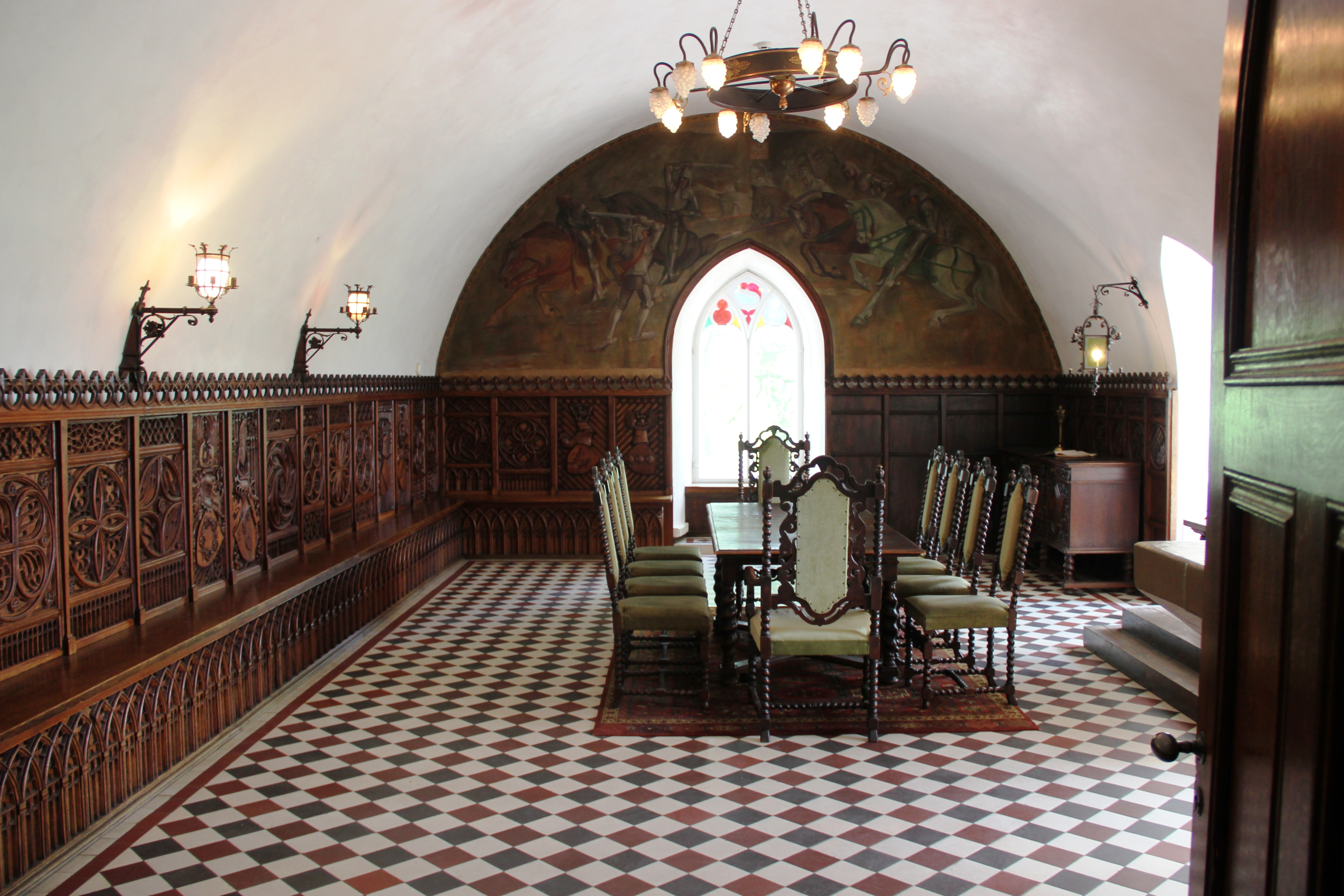
Riddarsalen

## Bilder

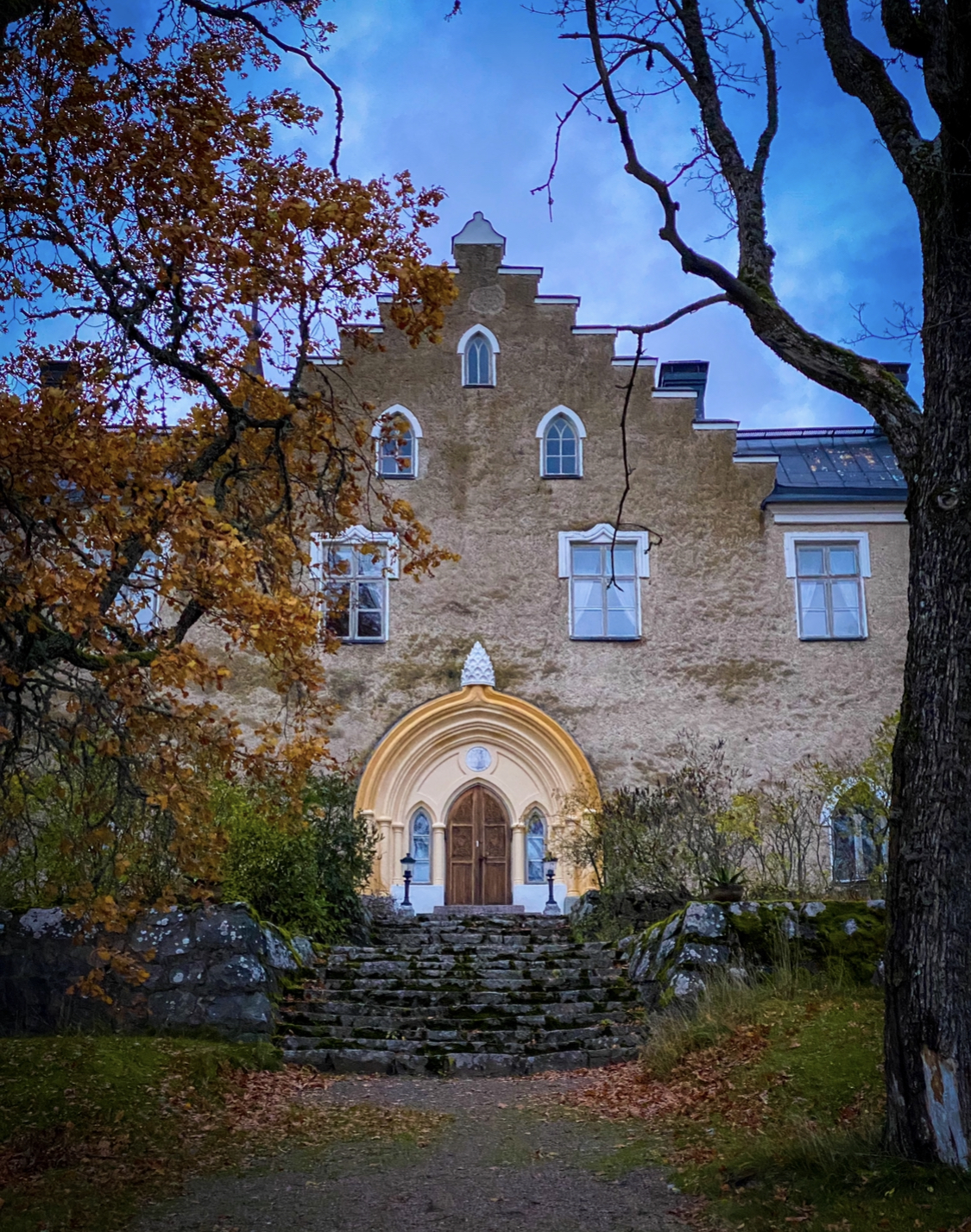
Svidja slotts fasad.
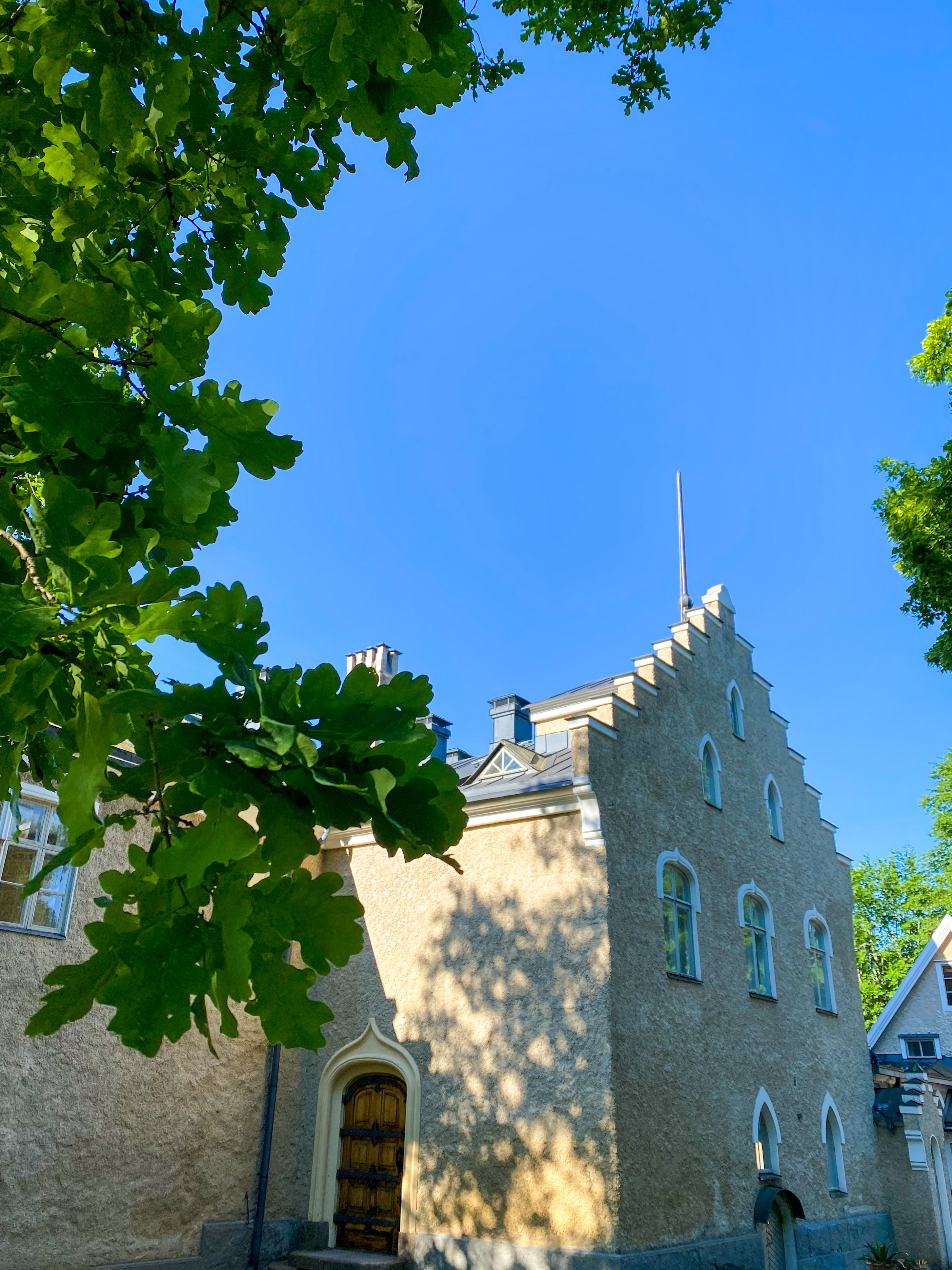
Svidja slotts baksida.
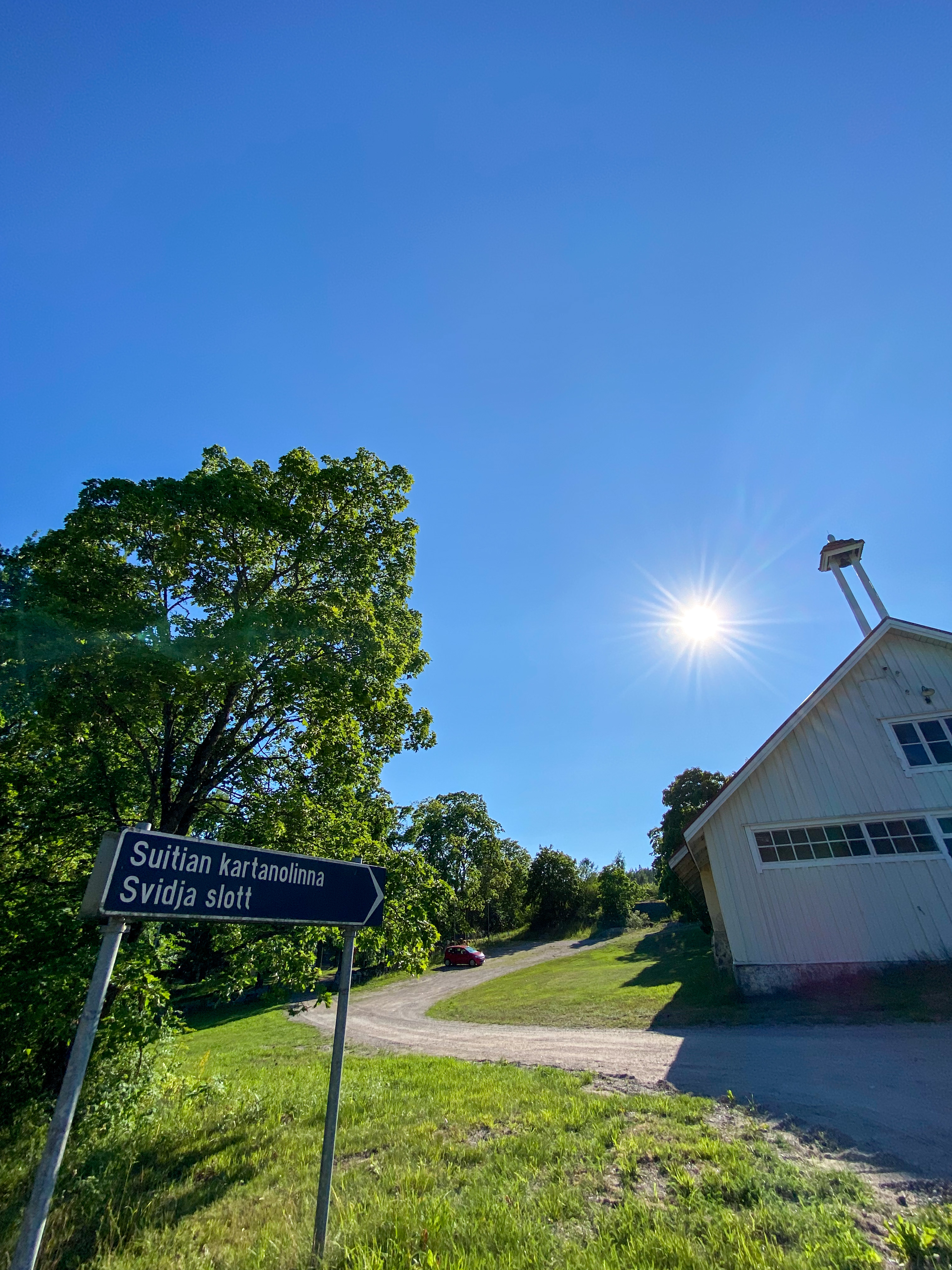
Vägskylt till Svidja slott.
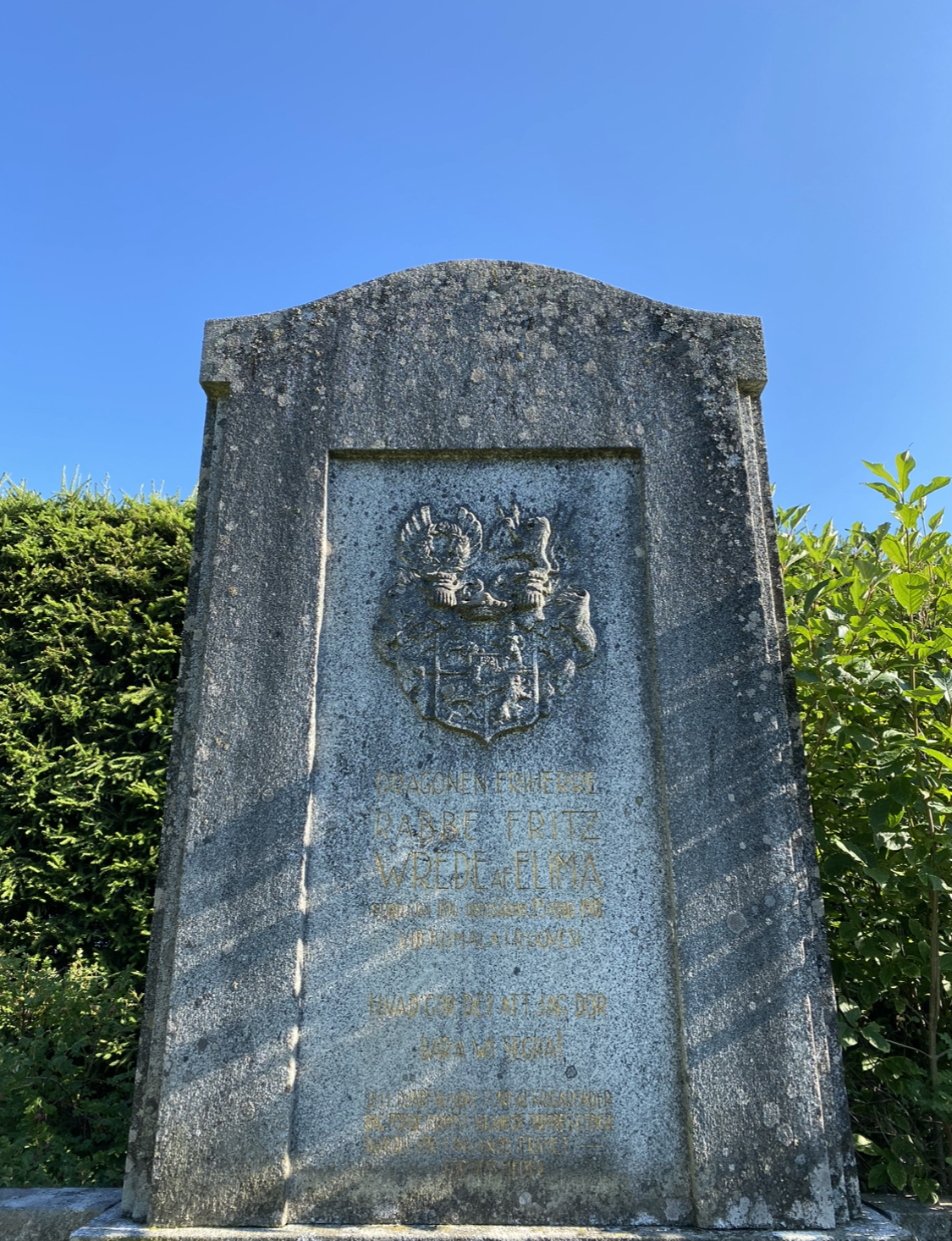
Familjen Wrede af Elimäs privata gravplats i Svidja slotts trädgård.
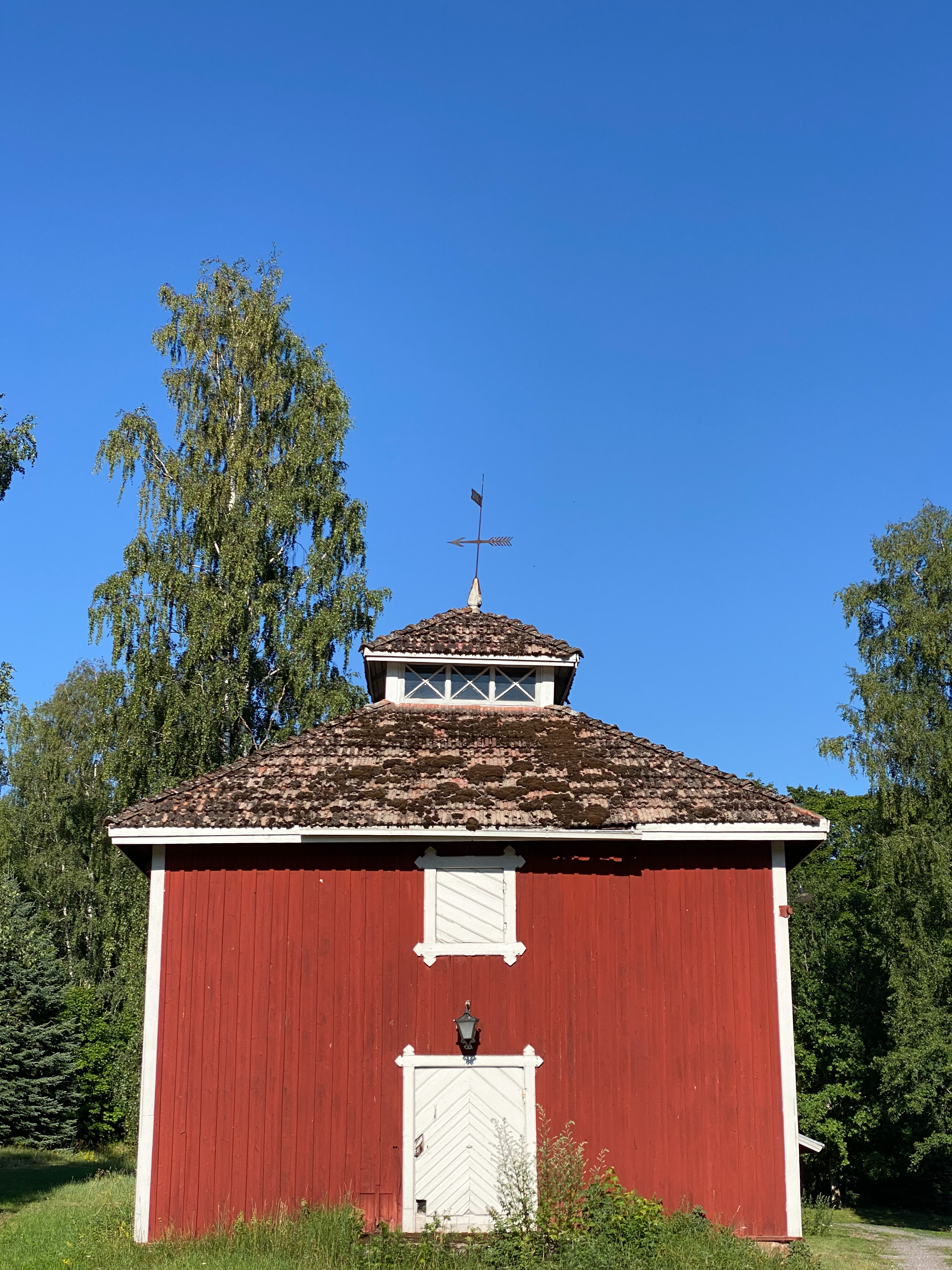
Magasinet vid slottet.
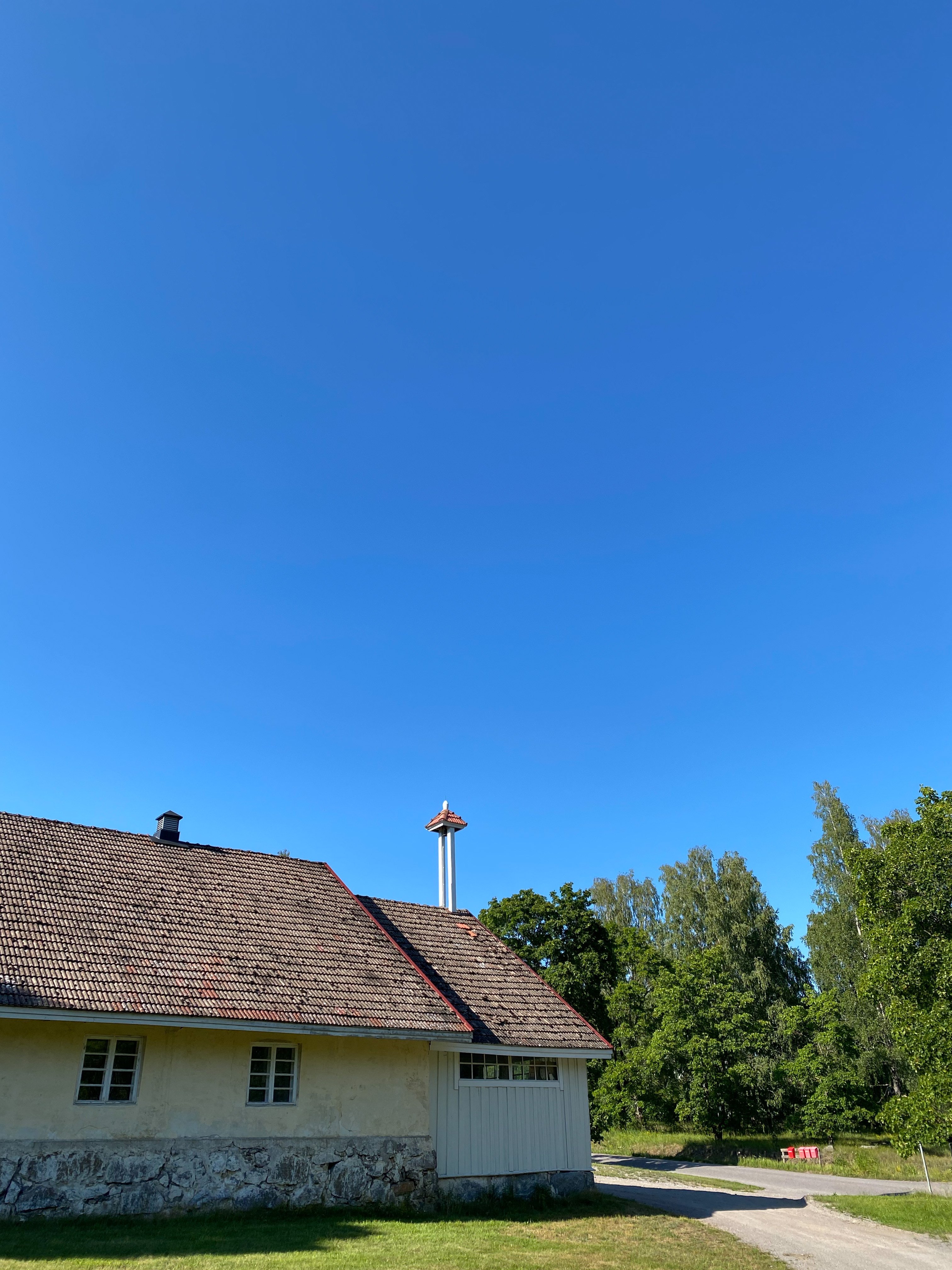
Ekonomibyggnad.
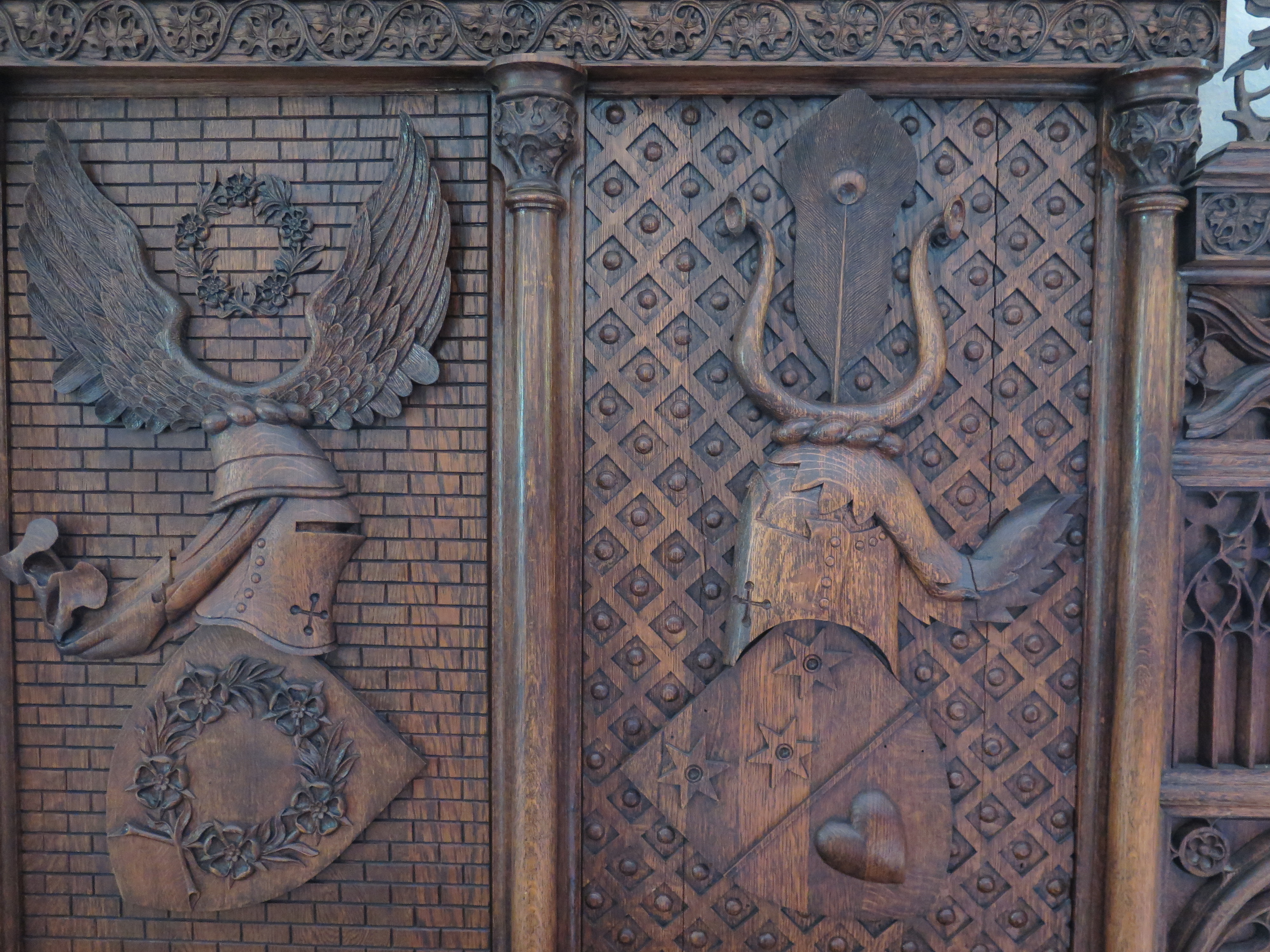
Vapensköldar i riddarsalens väggpaneler.